# Dores do Rio Preto
Dores do Rio Preto este un oraș în unitatea federativă Espírito Santo (ES) din Brazilia.